# Fredrik Berglund
Fredrik Berglund (Borås, 21 de março de 1979) é um futebolista sueco. Atualmente, joga pelo Stabæk Fotball.
Foi artilheiro da Allsvenskan 2000.